# 克谢尼娅·阿法纳西耶娃
克謝尼娅·德米特里耶夫娜·阿法纳西耶娃（俄語：Ксения Дмитриевна Афанасьева，羅馬化：Ksenia Dmitriyevna Afanasyeva，1991年9月13日—），俄羅斯女子競技體操運動員。2012年倫敦奧運會女子團体亞軍成員之一，在2010年世界体操锦标赛上与队友並肩获得俄罗斯第一个體操世界冠军（團體項目），她也在2011年东京世界体操锦标赛上加冕自由體操世界冠軍。